# World Basketball League 1988
La stagione WBL 1988 fu la prima della World Basketball League. Parteciparono 6 squadre in un unico girone.

## Squadre partecipanti
- Calgary 88's
- Chicago Express
- Fresno Flames
- L.V. Silver Streaks
- Vanc. Nighthawks
- Youngstown Pride

## Classifica
| Squadra                    | V  | P  | %    | GB |
| -------------------------- | -- | -- | ---- | -- |
| Calgary 88's               | 32 | 22 | 59,3 | -  |
| Las Vegas Silver Streaks C | 32 | 22 | 59,3 | -  |
| Youngstown Pride           | 28 | 26 | 51,9 | 4  |
| Chicago Express            | 27 | 27 | 50,0 | 5  |
| Fresno Flames              | 25 | 29 | 46,3 | 7  |
| Vancouver Nighthawks       | 18 | 36 | 33,3 | 14 |

## Play-off

### Semifinali
| 8 settembre | Chicago Express | 109 – 107 | Calgary 88's |  |

| 8 settembre | Las Vegas Silver Streaks | 105 – 103 | Youngstown Pride |  |

### Finale
| 9 settembre | Las Vegas Silver Streaks | 102 – 95 | Chicago Express |  |

### Tabellone
|  | Semifinali | Semifinali | Semifinali |           |   | Finale  | Finale | Finale |  |
|  |            |            |            |           |   |         |        |        |  |
|  | 1          | Calgary    | 0          |           |   |         |        |        |  |
|  | 1          | Calgary    | 0          |           |   |         |        |        |  |
|  | 4          | Chicago    | 1          |           |   |         |        |        |  |
|  | 4          | Chicago    | 1          |           | 4 | Chicago | 0      |        |  |
|  |            |            |            |           | 4 | Chicago | 0      |        |  |
|  |            |            | 2          | Las Vegas | 1 |         |        |        |  |
|  | 3          | Youngstown | 2          | Las Vegas | 1 | 0       |        |        |  |
|  | 3          | Youngstown |            |           |   |         |        |        |  |
|  | 2          | Las Vegas  | 1          |           |   |         |        |        |  |

## Vincitore
| Campione WBL 1988                    |
| ------------------------------------ |
| Las Vegas Silver Streaks (1º titolo) |

## Statistiche
| Categoria             | Giocatore       | Squadra                  | Stat |
| --------------------- | --------------- | ------------------------ | ---- |
| Punti per gara        | Jamie Waller    | Las Vegas Silver Streaks | 26,7 |
| Rimbalzi per gara     | David Boone     | Calgary 88's             | 9,8  |
| Assist per gara       | Mark Wade       | Las Vegas Silver Streaks | 12,8 |
| Palle rubate per gara | Mark Wade       | Las Vegas Silver Streaks | 1,8  |
| Stoppate per gara     | Andre Patterson | Vancouver Nighthawks     | 2,2  |
| FG%                   | Don Jacobs      | Las Vegas / Fresno       | 60,1 |
| FT%                   | Scott Brooks    | Fresno Flames            | 88,4 |
| 3FG%                  | Jim Les         | Chicago Express          | 46,7 |

## Premi WBL
- WBL Coach of the Year: Mike Thibault
- WBL Sixth Man of the Year: Chip Engelland
- WBL Championship MVP: Jamie Waller
- All-WBL Team
  - Jamie Waller, Las Vegas Silver Streaks
  - Anthony Jones, Las Vegas Silver Streaks
  - Jim Les, Chicago Express
  - Carlos Clark, Calgary 88's
  - Bryan Pollard, Vancouver Nighthawks
- WBL All-Defensive Team
  - Barry Mitchell, Youngstown Pride
  - Juden Smith, Fresno Flames
  - Johnny Brown, Las Vegas Silver Streaks
  - Bryan Pollard, Vancouver Nighthawks
  - Jim Thomas, Calgary 88's